# 9 Kompania Artylerii Pieszej
9 Kompania Artylerii Pieszej (9 kap) – pododdział artylerii pieszej Wojska Polskiego II RP.
Na podstawie rozkazu wykonawczego L. dz. 470/Art. Org. Mob. Tjn. o nowej organizacji artylerii na stopie pokojowej z 15 maja 1924 roku przy 9 pułku artylerii ciężkiej została sformowana Kompania Artylerii Pieszej Nr 9 w składzie dwóch baterii po cztery włoskie 75 mm armaty wz. 1906. Kompania była jednostką wyszkoleniową. Pod względem administracyjnym i mobilizacyjnym kompania była pododdziałem 9 pac na prawach dywizjonu detaszowanego. W sierpniu tego roku na stanowisko pełniącego obowiązki dowódcy kompanii przeniesiony został kpt. Teofil Tomaszewski z 20 pap, z pozostawieniem w odkomenderowaniu na kursie w Szkole Strzelań Artylerii do 1 października 1924 roku. Na rozkazu wykonawczego L. dz. 2200 Og. Org. o organizacji artylerii na stopie pokojowej na rok 1926/27 z 27 listopada 1925 kompania została zlikwidowana. 
Kompania składała się z drużyny dowódcy i dwóch baterii. Drużyna dowódcy kompanii liczyła 4 oficerów i 51 szeregowych oraz 7 koni wierzchowych i 16 koni artyleryjskich. W drużynie dowódcy znajdował się jego poczet oraz sekcja łączności, oddział zaprzęgowy i funkcyjni. Każda z baterii liczyła 2 oficerów i 27 szeregowych oraz 3 konie wierzchowe.
Na przełomie 1924 i 1925 służbę w 9 kap pełniło służbę trzech oficerów artylerii, będących oficerami nadetatowymi 9 pac:
- kpt. Teofil Tomaszewski,
- kpt. Kazimierz Cepryński-Ciekawy (od 1 XI 1924[7]),
- por. Oskar Kühnel (od XI 1924[8]).

Likwidacja kompanii nie oznaczała zmian w zadaniach mobilizacyjnych nałożonych na 9 pac. Zgodnie z obowiązującym wówczas planem mobilizacyjnym „S” pułk był odpowiedzialny za przygotowanie i przeprowadzenie mobilizacji 91 kompanii artylerii pieszej. Kompania miała osiągnąć gotowość 7 dnia mobilizacji. W jej skład wchodziły trzy baterie, a w każdej z nich dwa ciężkie działa rosyjskie. Na początku lat 30. XX wieku kompania została skreślona z tabeli mobilizacyjnej 9 pac. Powodem skreślenia tej i pozostałych kompanii z tabel mobilizacyjnych było przede wszystkim zużycie sprzętu i niebezpieczna amunicja.